# Calymmodon redactus
Calymmodon redactus är en stensöteväxtart som beskrevs av Barbara S. Parris. Calymmodon redactus ingår i släktet Calymmodon och familjen Polypodiaceae. Inga underarter finns listade.